# 웃음학

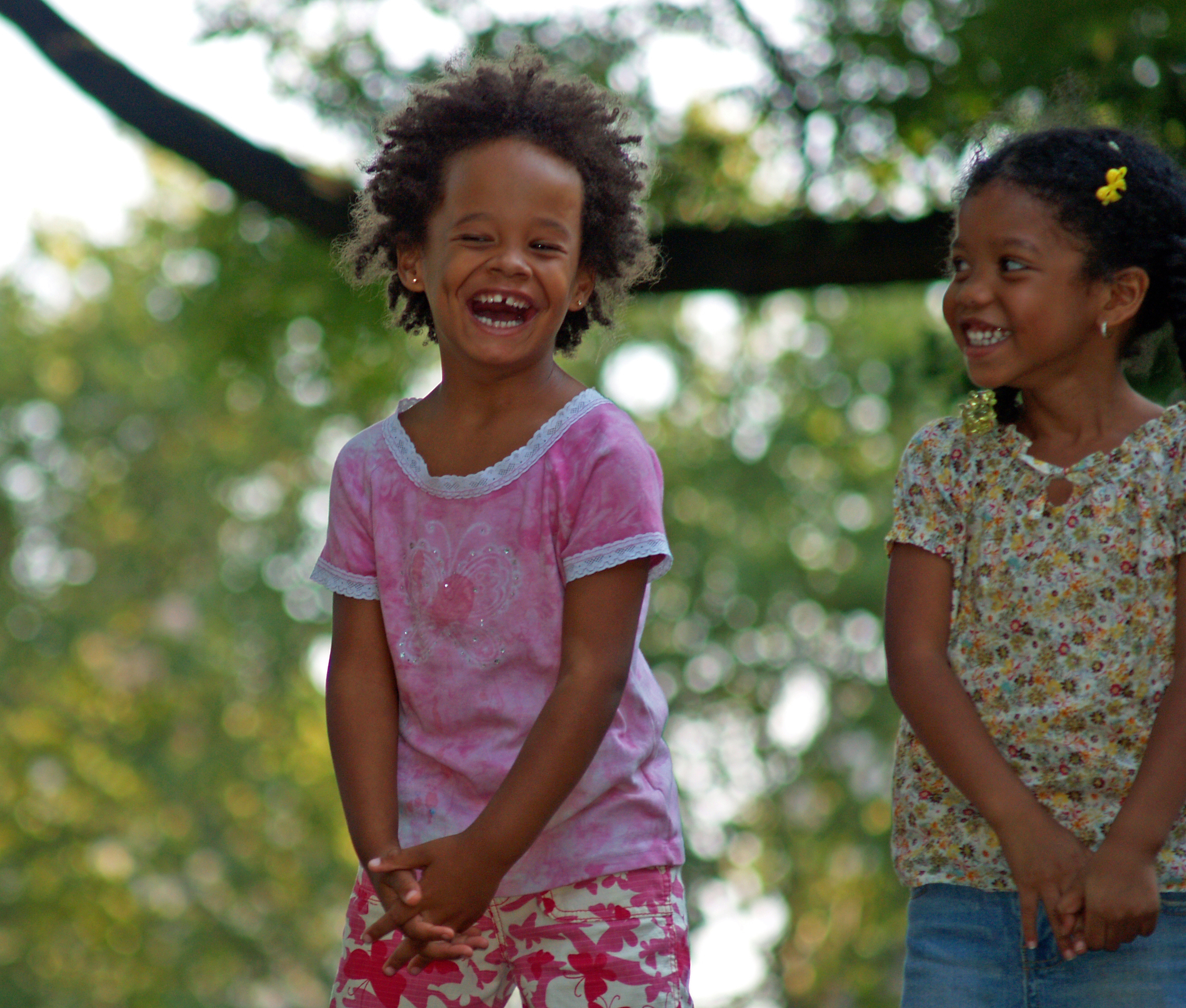
웃고 있는 두 소녀

웃음학, 웃음 연구, 겔로톨로지(gelotology, 그리스어 γέλΩς gelos "웃음"에서 유래)는 심리적, 생리학적 관점에서 웃음과 그것이 신체에 미치는 영향을 연구하는 학문이다. 지지자들은 종종 대체의학의 치료적 근거를 바탕으로 웃음 유도를 옹호한다. 연구 분야는 스탠퍼드 대학교의 윌리엄 F. 프라이(William F. Fry)가 개척했다.

## 역사
웃음학은 처음에는 정신과 의사에 의해 연구되었지만 고대의 일부 의사는 웃음을 의학의 한 형태로 권장했다. 처음에는 웃음에 진통 효과가 있다는 사실을 의심한 대부분의 다른 의사들에 의해 이 웃음이 더 이상 사용되지 않았다. 임상 환경에서 웃음의 효과를 입증한 한 초기 연구에서는 웃음이 아토피성 피부염 환자가 알레르기 항원에 덜 반응하는 데 도움이 될 수 있음을 보여주었다. 다른 연구에서는 웃음이 스트레스와 통증을 완화하고 심폐 재활에 도움이 될 수 있음을 보여주었다.